# Богадільня
Богаді́льня (від церк.-слов. Бога дѣля — «заради Бога»), богодільня, божий дім, шпиталь — благодійна (приватна або суспільна), зазвичай лікувальна установа, притулок для повного утримання та проживання людей з інвалідністю, непрацездатних, старих людей у Російській імперії. Іноді це слово вживається в переносному, іронічному значенні для позначення певного закладу, організації, де є багато бездіяльних та нездатних людей.

## Історія розвитку
Як і всі богоугодні заклади, богадільні з'явились разом із християнством і спочатку створювалися при лікарнях або навіть зливалися з ними. Перша богадільня була створена християнською церквою в 542 р. в м. Ліоні. У Польщі богадільні з давніх часів існували здебільшого під назвою «парафіяльних шпиталів», і лише в 1843 році, коли на підставі указу від 18 березня (2 березня) 1842 р. проведено було систематичне та правильне розділення благодійних закладів відповідно до цілей їхнього функціонування, вони були перейменовані в «будинки притулку для пристарілих і немічних». Деякі з цих будинків були дуже старовинного походження. Так, наприклад, Будинок притулку в Любліні був відкритий в 1342 р., в Варшаві будинок Святого Духа та Діви Марії — в 1388 р., в Радомі — в 1435 р., у Скерневицях в 1530 р.
У Франції у ХІХ ст. притулки для пристарілих, немічних і калік під назвою фр. hospices складали разом з лікарнями для виліковних хворих (фр. hôpitaux) одне відомство шпиталів; установи, в яких є утримувані обох розрядів, називалися фр. hospices—hôpitaux. Будь-яка громада повинна була приймати до своїх богаділень своїх членів, які стали нездатними до праці; для таких громад, які не мали богаділень, генеральна рада департаменту призначала певну кількість богаділень, залучаючи ці громади до участі у витратах на утримання таких богаділень.
В Англії після реформи 1834 р. богадільні є відділеннями робітних будинків (англ. workhouse), покладених в основу англійської системи громадського піклування.

### Поява богаділень на Русі
На територію Русі богадільні разом з християнством перейшли з Візантії. Вже церковний статут Святого Володимира згадує про них і завідування ними доручає церкві.
 На утримання монастирів, церков, богаділень і лікарень визначалася десятина. Протягом багатьох століть церква і монастирі на Русі залишалися осередками соціальної допомоги старим, убогим і хворим.
За грецькими зразками при монастирях і великих церквах, передусім у Києво-Печерському монастирі, влаштовуються притулки для хворих та інвалідів. Серед ченців виділяються особи, які спеціально присвячують себе піклуванню про хворих і лікуванню їх. Можна сказати, що в давній Русі практично при кожній парафіяльній церкві була богадільня, а при деяких монастирях утворилися цілі слободи жебраків.
Князь Чернігівський Микола Святоша, який був ченцем Києво-Печерського монастиря, побудував Троїцьку надбрамну церкву (1108 р.) і лікарню, на базі якої пізніше утворено Лікарняний Свято-Троїцький монастир, де збирали «сліпих, кривих…». У Переяславі на Дніпрі в тому ж XI ст. була «будова банна й лікувальна», де всім, хто приходив, подавали безкоштовну медичну допомогу. Монастирі загалом не стали осередками подання такої допомоги, хоч на такі цілі вже в перших законодавчих актах Русі після прийняття християнства належало виділяти церкві частину з усіх державних прибутків.
За татарського нашестя на Русі кількість покалічених, хворих, взагалі осіб, що потребували опіки, значно збільшилася. Але глибокий загальний занепад економічного і культурного життя народу гальмував розвиток лікувальної справи. Припиняються також зв'язки з Візантією, південними і західними слов'янськими народами.
В середині XIV ст. руські землі опиняються під владою Великого князівства Литовського, а з середини XVI ст. — в складі Речі Посполитої. Уже під 1377 р. в міських актах Львова знаходимо відомості про заснування в місті шпиталю для хворих і бідних. В XVI ст. в Острозі також функціонував великий шпиталь з річним бюджетом 4000 злотих — сума на той час значна.

### Розвиток шпиталів на українських землях вXV-XVIIIст.

#### Братські шпиталі
В історії богаділень-шпиталів України не можна обминути братств — організації українського міщанства, які в XV-XVIII ст. мали відігравали величезну роль в житті народу. Вони займалися різноманітною релігійно-благодійницькою і освітньою діяльністю, допомагали збіднілим та хворим членам своєї парафії тощо. В описі Павла Алеппського, який з антіохійським патріархом подорожував через Україну до Москви в 1654 p., читаємо: «Знай, що по всій землі козацькій, в кожному місті, в кожному селі для їхніх убогих, немічних та сиріт збудовано по краю чи в середині населеного місця будинки, в яких вони мають притулок».
Братські притулки вже в XVI ст. дістають назву шпиталів (від лат. hospitalis — гостинний).
Одним із значних в Україні було Львівське братство. Найдавніші писемні згадки про нього відомі з 1439 р. При Онуфріївському монастирі братство влаштовує в 1522 р. шпиталь, для якого пізніше дістає матеріальну допомогу від московського царя Федора Іоановича. В передмістях Львова при українських церквах було відкрито ще чотири невеличкі шпиталі.
Київське братство засноване пізніше — в 1615 р. Воно мало свою школу і шпиталь «для людей убогих, старих, уломних та духовних, яко і свецких и людей рицарских», як зазначається в його засновній грамоті.
Братські шпиталі, школи утримувалися коштом парафіян. У містах великі цехи утримували свої шпиталі. Менші цехи об'єднувалися і мали один шпиталь. У деяких містах шпиталі утримувалися на митні кошти, що їх брали за користування міськими вагами, за переїзд через мости, переправу поромом. Крім шпиталів, які утримувалися на громадські кошти, були в Україні шпиталі, існування яких забезпечувалося заповітами заможних осіб, які відписували для цього села, млини і навіть шинки.

#### Козацькі шпиталі
За часів козаччини мережа богаділень-шпиталів ще більше розвинулася. З походів запорозькі козаки поверталися з великою кількістю поранених, частина яких залишалась назавжди інвалідами. З цих причин козаки змушені були мати свої шпиталі.
Перший такий шпиталь було засновано в дубовому лісі на острові між річками Старою і Новою Самарою. Там було споруджено будинки й церкву, оточені захисними ровами. На прохання козаків з Києва в цей шпиталь було запрошено ієромонаха Паїсія, на якого крім духовних обов'язків покладався також обов'язок лікувати інвалідів і поранених. Наприкінці XVI ст. головним шпиталем козаків стає шпиталь у Трахтемирівському монастирі на Дніпрі, нижче від Канева.
Військові шпиталі були в монастирях Лебединському біля Чигирина, Левківському біля Овруча, Межигірському біля Вишгорода. Монастирі охоче приймали на себе піклування про козаків, оскільки мали від цього матеріальний прибуток. У козацьких шпиталях, на противагу цивільним у містах і селах, знаходили притулок не тільки інваліди, тут також лікували поранених та покалічених у боях запорожців коштом Січі. Це були своєрідні перші військові лікувальні заклади в Україні. Шпиталь в Межигір'ї при Межигірському монастирі після 1755 р. передбачалось перетворити на інвалідний громадський будинок. Проте такий будинок було влаштовано в Кирилівському монастирі в Києві, а в Межигір'ї наказано відкрити військовий шпиталь, який у 1787 р. в день наміченого відвідування Межигір'я Катериною II з невідомих причин згорів.
Про кількість шпиталів в Україні в XVII та XVIII ст. можна скласти уявлення з відомостей ревізьких книг Лівобережної України архіву Малоросійської колегії. За цими книгами, в 1732 р. в Чернігівському полку було 118 шпиталів, Лубенському — 107, Миргородському — 29, Ніжинському — 138, Полтавському — 42, Переяславському — 52. Усі ці шпиталі мали опікувальну мету.

### Розвиток богаділень під владою Російської імперії
Після приєднання українських земель до Російської імперії питання функціонування богаділень вирішувалися на імперському рівні. Так, Петро І, який, переслідуючи жебрацтво та забороняючи приватну благодійність, повелів в 1712 р. завести по всіх губерніях богадільні для пристарілих і калік, нездатних до роботи, і в такі монастирські та церковні богадільні перш за все хотів поміщати пристарілих, поранених і калік військових чинів, а для утримання їх наказав давати їм пожертви та грошову платню; на побудову при церквах богаділень для жебраючих хворих наказано спрямовувати свічкові збори. Калік і немічних, нездатних до праці людей, які виявлялися при складанні ревізій, було велено в 1723 р. в оклад не писати, а відправляти в богадільні. Дане розпорядження при всій своїй корисності виявилося нездійсненним через недостатній кількості богаділень. Церковні кошти виявлялися недостатніми для утворення та утримання богаділень, а надії, які Петро покладав в цій справі на створені ним міські магістрати, не виправдалися.
Ось чому за наступників Петра I до Постанов про губернії постійно повторюються укази як про переслідування жебрацтва, так і про утворення богаділень. У Постанові про губернії 1775 р. містилася спроба влаштувати цю справу на абсолютно нових засадах, яка виявилася майже нездійсненою. Улаштування та завідування богадільнями було доручено створеному в кожній губернії Приказу громадського опікування. Приказам доручалося засновувати в містах і селищах богадільні, окремі для чоловіків і для жінок. Крім калік і пристарілих до цих богаділень наказувалося поміщати: волоцюг і злочинців, засланих до Сибіру, якщо по старості і хворобам вони не можуть туди слідувати, калік відставних нижчих чинів, захоплених при жебранні, людей, які виключаються за пороки з духовного відомства й по хворобам і старості нездатні працею заробляти на життя тощо.
При такому «контингенті» та при поганій адміністрації більшість богаділень до передачі їх у відання земств (1864) та міст (1870) перебувала у вельми незадовільному стані. Для покращення стану справ земські зібрання насамперед стали піклуватися про відправлення до богаділень тільки безпорадних бідних, деякі з них (Костромське, Нижньогородське, Харківське) клопотали про скасування обов'язкового відправлення до земських богаділень волоцюг. Водночас земства стали піклуватися про сиріт в богадільнях, про розширення категорій людей, які могли б перебувати там, про устрій нових богаділень, і багатьом з них вдалося привести ці заклади до абсолютно іншого вигляду.
Після Жовтневого перевороту 1917 р. почався процес зникнення поняття «богадільня». Це було пов'язано, в першу чергу, із закриттям, ліквідацією церков, монастирів, при яких багато таких закладів існувало. Також, були скасовані земства, а заклади, які були в їхньому віданні, в тому числі й богадільні, перейшли у відання радянських органів і або закривалися, або перепрофільовувалися у «Будинки пристарілих», «інтернати», «притулки» тощо